# Lista gilvasa
Lista gilvasa (лат.) — вид бабочек-огнёвок рода Lista из подсемейства Epipaschiinae.

## Распространение
Китай (Guangxi, Hainan, Jiangxi).

## Описание
Бабочки средних размеров. Размах крыльев около 2 см. Этот вид характеризуется в гениталиях самцов почти овальным ункусом с боковыми выступами на вершине с крючками, вальва с дистальными 2/5 ребра вздута на дорсальном крае, срединная пластинка вальвы тонкая и склеротизируется на внешнем крае, тонкий дорсальный отросток саккулуса изогнут и шиповидный. Внешне он похож на Lista longifundamena, но его можно отличить по прямоугольному ункусу с загнутым на вершине боковым отростком, тупо закругленным внешним краем вальвы, внутренним отростком саккулюса примерно в два раза длиннее внешнего, а сближение с подтреугольными боковыми лопастями слегка зазубренно на дистальной половине. У L. longifundamena ункус закруглен на вершине, длина почти равна ширине, боковой отросток на вершине не крючковат, вальва усечена или слегка выгнута внутрь по внешнему краю, внутренний отросток саккулюса не менее в 5 раз длиннее внешнего, а боковые лопасти длинных игольчатых стыков не зазубрены по внешнему краю дистальной половины.  Лабиальные щупики вздернуты вверх.

## Таксономия
Вид был впервые описан в 2017 году, а его валидный статус подтверждён в ходе ревизии, проведённой в 2021 году китайскими энтомологами Hou-Hun Li и Hua Rong (Китай). Таксон близок к виду Lista longifundamena.